# 1576
1576. је била проста година.

## Догађаји

### Новембар
- 8. новембар — Хентски мир

## Смрти

### Август
- 27. август — Тицијан, италијански сликар

### Септембар
- 21. септембар — Ђироламо Кардано, италијански лекар, математичар, физичар, астроном и коцкар.